# Dasht-e Raz
Dasht-e Raz (persiska: دشت رز) är en ort i Iran.   Den ligger i provinsen Kohgiluyeh och Buyer Ahmad, i den centrala delen av landet, 500 km söder om huvudstaden Teheran. Dasht-e Raz ligger 1 978 meter över havet och antalet invånare är 560.
Terrängen runt Dasht-e Raz är kuperad åt sydväst, men åt nordost är den bergig.Runt Dasht-e Raz är det ganska tätbefolkat, med 75 invånare per kvadratkilometer. Närmaste större samhälle är Pātāveh, 8,8 km söder om Dasht-e Raz. Omgivningarna runt Dasht-e Raz är i huvudsak ett öppet busklandskap.